# Copa dos Campeões Cearenses de 2019
A Copa dos Campeões Cearenses de 2019 foi a 5ª edição da Copa dos Campeões Cearenses, sendo a 4ª em caráter oficial, não-amistosa. 
A edição de 2019 foi disputada entre o Ceará, campeão do Cearense 2018, e o Ferroviário, campeão da Copa Fares Lopes 2018, em jogo único.
Diferentemente dos dois anos anteriores, e similar ao que ocorreu em 2014 e 2016, a partida ocorreu de forma independente ao Campeonato Cearense. Foram permitidas até 5 alterações para cada equipe na partida.
O Ferroviário venceu a partida por 1x0, sagrando-se campeão do torneio pela primeira vez em sua história. O Ceará, por sua vez, foi vice-campeão pelo segundo ano seguido.

## Partida
| 20 de janeiro de 2019 | Ferroviário  | 1 – 0         | Ceará | Arena Castelão, Fortaleza |
| 16:00 (UTC−3)         | Da Silva 41' | Ficha Técnica |       | Árbitro: CE               |

## Campeão
| Taça dos Campeões Cearenses de 2019 | Taça dos Campeões Cearenses de 2019 | Taça dos Campeões Cearenses de 2019 |
| Campeão                             | Placar                              | Vice-campeão                        |
| Fortaleza                           | 1-0                                 | Fortaleza                           |
| ----------------------------------- | ----------------------------------- | ----------------------------------- |
| Ferroviário (1º título)             |                                     | Ceará                               |